# Lene Barlie
Lene Barlie (16 de febrero de 1973) es una deportista noruega que compitió en lucha libre. Ganó una medalla de bronce en el Campeonato Mundial de Lucha de 1993, en la categoría de 61 kg.

## Palmarés internacional
| Campeonato Mundial | Campeonato Mundial | Campeonato Mundial | Campeonato Mundial |
| Año                | Lugar              | Medalla            | Categoría          |
| ------------------ | ------------------ | ------------------ | ------------------ |
| 1993               | Stavern (Noruega)  | Medalla de bronce  | 61 kg              |